# Knoxville (Iowa)
Knoxville – miasto w Stanach Zjednoczonych, w stanie Iowa, stolica hrabstwa Marion. W 2000 liczyło 7 731 mieszkańców.